# Grant Harvey
Grant Harvey (Hawthorne, 30 giugno 1984) è un attore statunitense.

## Carriera
Ha ottenuto il suo primo ingaggio come attore in La vita segreta di una teenager americana della ABC Family, segnando l'inizio della sua carriera di attore. Ha recitato come guest star nelle serie TV Masters of Sex, Supernatural, Lucifer, CSI - Scena del crimine, NCIS - Unità anticrimine e Criminal Minds. Ha avuto un ruolo ricorrente in Vicini del terzo di Dan Fogelman. Nel 2017, ha recitato nel film poliziesco Billy Boy e nel film Thumper di Jordan Ross, prodotto da Cary Joji Fukunaga. Nel 2018, è apparso nella serie The Crossing e nel 2019 ha un ruolo ricorrente nella quarta stagione di Animal Kingdom della TNT.

## Filmografia parziale

### Cinema
- Geography Club, regia di Gary Entin (2013)
- Sins of Our Youth, regia di Gary Entin (2014)
- Starcrossed, regia di Chase Mohseni (2014)
- Thumper, regia di Jordan Ross (2017)
- Billy Boy, regia di Bradley Buecker (2017)
- Emancipation - Oltre la libertà (Emancipation), regia di Antoine Fuqua (2022)
- Asleep in My Palm, regia di Henry Nelson (2023)
- The Accountant 2, regia di Gavin O'Connor (2025)

### Televisione
- Dr. House - Medical Division (House, M.D.) – serie TV, un episodio (2007)
- Hung - Ragazzo squillo (Hung) – serie TV, un episodio (2009)
- La vita segreta di una teenager americana (The Secret Life of the American Teenager) – serie TV, 32 episodi (2010-2013)
- Il tempo della nostra vita (Days of Our Lives) – serie TV, 2 episodi (2011)
- CSI: NY – serie TV, un episodio (2012)
- Vicini del terzo tipo (The Neighbors) – serie TV, 6 episodi (2012-2013)
- Bones – serie TV, un episodio (2014)
- CSI - Scena del crimine (CSI: Crime Scene Investigation) – serie TV, un episodio (2014)
- Criminal Minds – serie TV, un episodio (2015)
- Masters of Sex – serie TV, un episodio (2015)
- NCIS: New Orleans – serie TV, un episodio (2015)
- CSI: Cyber – serie TV, un episodio (2015)
- Lucifer – serie TV, un episodio (2016)
- Supernatural – serie TV, un episodio (2016)
- The Crossing – serie TV, 11 episodi (2018)
- Shooter – serie TV, 2 episodi (2018)
- Medal of Honor – serie TV, un episodio (2018)
- The Rookie – serie TV, un episodio (2019)
- Animal Kingdom – serie TV, 10 episodi (2019)
- NCIS - Unità anticrimine (NCIS) – serie TV, un episodio (2022)
- Station 19 – serie TV, un episodio (2022)
- Fire Country – serie TV, 3 episodi (2023-2024)
- Jack Ryan – serie TV, 3 episodi (2023)

## Doppiatori italiani
Nelle versioni in italiano delle opere in cui ha recitato, Grant Harvey è stato doppiato da:
- Davide Albano in Criminal Minds, All Rise, Big Sky
- Sacha Pilara in Ricordi spezzati, Station 19
- Emanuele Ruzza in NCIS: New Orleans, The Crossing
- Corrado Conforti in CSI: NY
- Marco Vivio in CSI - Scena del crimine
- Davide Capone in Foster Boy
- Renato Novara in Animal Kingdom
- Marco Baroni in 9-1-1: Lone Star
- Fabrizio De Flaviis in NCIS - Unità anticrimine
- Andrea Mete in Fire Country
- Diego Gallo in Jack Ryan
- Raffaele Carpentieri in The Accountant 2